# Billy Cox (Musiker)

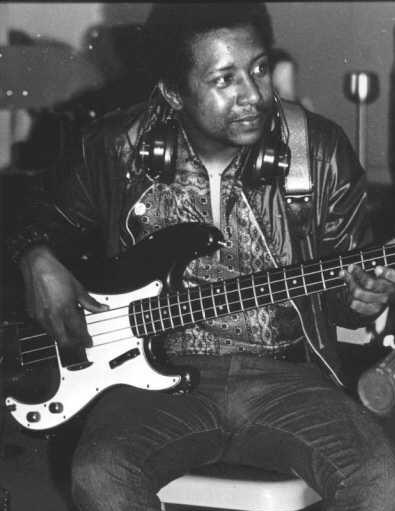
Billy Cox

Billy Cox (* 18. Oktober 1941 in Wheeling, West Virginia) ist ein US-amerikanischer Bassist. Bekanntheit erlangte er insbesondere durch die Zusammenarbeit mit Jimi Hendrix. Seit dessen Tod ist Cox überwiegend als Studiomusiker sowie als Bassist in ausgewählten Hendrix-Tribute-Bands tätig.

## Kindheit und Jugend
Billy Cox wurde in Wheeling, West Virginia, geboren und wuchs in Pittsburgh auf. Seine Mutter war Pianistin und sein Onkel, ein Saxophonist, hatte gemeinsam mit Duke Ellington gespielt. Während seiner Schulzeit versuchte er sich an verschiedenen Instrumenten. Unter dem Eindruck von Musikern wie Ray Brown und Charles Mingus wählte er schließlich den Kontrabass und spielte in der Folgezeit im Schulorchester sowie in außerschulischen Jazz-Projekten. 1961 begann er den Militärdienst in der US-Army.

## Musikalische Zusammenarbeit mit Jimi Hendrix
Sowohl Cox als auch Jimi Hendrix waren als Soldaten in Fort Campbell stationiert. Dort trafen sich beide in einem Übungsraum, wo Cox Hendrix das erste Mal Gitarre spielen hörte. Hendrix’ Gitarrenspiel beeindruckte Cox so, dass er, nachdem er zwei Monate nach Hendrix die Army verlassen hatte, sofort Kontakt zu ihm aufnahm. Die Musiker gründeten die King Kasuals, eine RnB-Band, mit der sie in Clubs in den Vereinigten Staaten auf dem so genannten Chitlin’ Circuit auftraten. Chas Chandler entdeckte Hendrix in New York und wollte mit ihm in London eine Band (The Jimi Hendrix Experience) formieren; Hendrix fragte bei Cox an ob er mitreist. Dieser allerdings lehnte das Angebot ab, weil er sich von den ausgedehnten Live-Tourneen ausgebrannt fühlte und ihm zudem das finanzielle Risiko zu groß war. Neben Schlagzeuger Mitch Mitchell wurde als Bassist Noel Redding verpflichtet; dieser stieg allerdings 1969 aus.
Cox und Hendrix trafen sich 1969 wieder, als Hendrix vor Woodstock seine Band unter dem Namen Band of Gypsys neu formierte, zeitweise auch ohne Mitchell. Als neben Hendrix und Cox auch Schlagzeuger Buddy Miles zur Besetzung der Gruppe gehörte galten sie als das erste so genannte Power Trio, das ausschließlich aus schwarzen Musikern bestand. Aus dieser Band ging wenig später die reformierte Jimi Hendrix Experience hervor, wieder mit Mitchell. Cox blieb bis zum Tode von Hendrix im September 1970 dabei.
Cox ist außerdem auf den posthum veröffentlichten Jimi Hendrix-Alben South Saturn Delta, Live at Woodstock, Live at the Fillmore East und einer rekonstruierten Version von First Rays of the New Rising Sun zu hören. Sehr bekannt ist sein Auftritt beim Woodstock-Festival mit Gypsy Sun and Rainbows unter der Führung von Jimi Hendrix sowie die Cry of Love-Tour mit Jimi Hendrix und Mitch Mitchell im Jahre 1970.

## Die Zeit nach Hendrix
Nach dem Tod von Jimi Hendrix veröffentlichte Billy Cox 1971 sein Soloalbum mit dem Titel Nitro Function, auf dem Char Vinnedge und Robert Tarrant zu hören sind. In der Folgezeit betätigte er sich als Studio- und Sessionmusiker und spielte mit einigen anderen Bands und Musikern zusammen, unter anderem mit der Charlie Daniels Band. Cox siedelte nach Nashville um, wo er 1985 an einem lokalen Hendrix-Tribut teilnahm. Die Reaktionen waren so positiv, dass er eine Band mit dem Namen Gypsy Suns and Rainbows gründete. Höhepunkt war 1986 ein gemeinsamer Auftritt mit Stevie Ray Vaughan, bei dem die beiden Musiker gemeinsam Come On Part 1 und Voodoo Child (Slight Return) spielten. Für Vaughan war dieser Auftritt der Höhepunkt seiner damals laufenden Tournee.
Im Jahr 1998 formierte Billy Cox mit Schlagzeuger Mitch Mitchell und Gitarrist Gary Serkins die Gypsy Sun Experience, mit der er eine Reihe von Auftritten absolvierte. 1999 nahm er neben Mitchell, Buddy Miles, Jack Bruce und anderen an den Aufnahmen für das Album Midnight Daydream von Bruce Cameron teil. 2006 veröffentlichte er mit seinem Rhythmuspartner Buddy Miles ein neues Album, auf dem sich unter anderem auch Neuaufnahmen einiger Songs von Jimi Hendrix befinden, im Oktober und November 2008 nahm er an den 19 Shows der Hendrix Experience teil.

## Equipment
Während seiner Zeit mit Hendrix verwendete Billy Cox die üblichen Fender-Bässe, im Studio den Precision-Bass mit einem rauscharmen Humbucker-Tonabnehmer, und live den Jazz-Bass mit zwei Einzel-Tonabnehmern, da letztere sich seiner Aussage nach besser im Bandgefüge durchsetzten. An Verstärkern benutzte er Marshall. Heute spielt er über Ampeg-SVT-Verstärker den „Billy Cox Freedom Bass“, den ihm die Gitarrenfirma Cort Guitars gewidmet hat, ein Instrument das die Ausstattung von P-Bass und J-Bass kombiniert.

## Diskografie
Die Diskografie listet nur Soloalben auf.
- 1971: Nitro Function
- 2006: Billy Cox & Buddy Miles: The Band of Gypsys Return
- 2008: Coast Tales
- 2011: Old School Blue Blues

## Belege
1. 1 2 3 4 5  Michael Heatley: Jimi Hendrix Gear. S. 22.
2. ↑  Als Power Trio werden Rock-’n’-Roll-Bands bezeichnet, die nur aus Gitarrist, Bassist und Schlagzeuger bestehen.
3. 1 2 3  Michael Heatley: Jimi Hendrix Gear. S. 23.

| Personendaten    | Personendaten             |
| ---------------- | ------------------------- |
| NAME             | Cox, Billy                |
| KURZBESCHREIBUNG | US-amerikanischer Bassist |
| GEBURTSDATUM     | 18. Oktober 1941          |
| GEBURTSORT       | Wheeling, West Virginia   |